# Castanopsis indica
Castanopsis indica là một loài thực vật có hoa trong họ Fagaceae. Loài này được (Roxb. ex Lindl.) A.DC. mô tả khoa học đầu tiên năm 1863.